# Kirjat Jam
Kirjat Jam (nieoficjalnie nazywane Kiryat Yam; hebr. קריית ים; arab. كريات يام) – miasto położone w dystrykcie Hajfa w Izraelu. Jest częścią aglomeracji miejskiej Ha-Kerajot.
Jest położone nad Zatoką Hajfy, na wybrzeżu Morza Śródziemnego, w otoczeniu miast Hajfa i Kirjat Mockin. Na północ od miasta znajduje się baza Sił Obronnych Izraela.

## Historia
Tutejszą ziemię zakupiła w 1939 r. żydowska kasa mieszkaniowa Gav Yam. Osada została założona w 1941 przez żydowskich imigrantów z Europy. Nazywała się wówczas Gav-Yam. W 1945 r. zamieszkały tutaj 132 rodziny ocalonych z Holocaustu. Zostali oni przewiezieni z obozów w Niemczech, poprzez obóz przejściowy na wyspie Cypr. W 1946 dołączyli do nich zdemobilizowani żydowscy żołnierze brytyjskiej Brygady Żydowskiej.
W 1955 r. Kirjat Jam otrzymało status samorządu lokalnego, a w 1976 r. prawa miejskie. W latach 80. w Qiryat Yam zamieszkało około 2 tys. imigrantów z Etiopii, a w latach 90. około 20 tys. imigrantów z krajów byłego ZSRR.
Podczas II wojny libańskiej w 2006 r. na miasto spadły liczne rakiety wystrzelone z Libanu przez Hezbollah.
W styczniu 2008 jeden z użytkowników programu komputerowego Google Earth napisał, że Kirjat Jam powstało na ruinach zniszczonej arabskiej wioski Ghawarina. Wywołało to dużą dyskusję, a władze miejskie podały Google do sądu.

## Demografia
Zgodnie z danymi Izraelskiego Centrum Danych Statystycznych w 2008 roku w mieście żyło 36,5 tys. mieszkańców, wszyscy Żydzi. Kirjat Jam jest domem jednego z największych skupisk imigrantów z Etiopii. Z tego powodu, władze miejskie realizują liczne programy absorpcji imigrantów i czynią duży wysiłek by łączyć rozdzielone rodziny.
Populacja miasta pod względem wieku (dane z 2006):
| Wiek (w latach) | Procent populacji w % |
| --------------- | --------------------- |
| 0-4             | 5,9%                  |
| 5-9             | 5,8%                  |
| 10-14           | 5,7%                  |
| 15-19           | 6,8%                  |
| 20-29           | 15,8%                 |
| 30-44           | 15,7%                 |
| 45-59           | 21,7%                 |
| ponad 60        | 22,7%                 |

Źródło danych: Central Bureau of Statistics.

## Transport
Liczne drogi miejskie łączą miasto z sąsiednimi miastami Hajfą i Kirjat Mockin, gdzie można wjechać na drogi ekspresowe nr 4  (Erez – Rosz ha-Nikra) i nr 79  (Kirjat Bialik – Mashhad).

## Oświata
W Kirjat Jam znajduje się 8 szkół podstawowych i 5 szkół średnich, w których ogółem uczy się 10 tys. uczniów. Wśród szkół są: Almogim, Miftan, Rabin, Amirim, Sinai, Levinson, Radmon, Alumim, Moriya i Yamit.

## Sport
Przy nadmorskiej plaży powstał duży kompleks sportowy, który daje możliwość uprawiania wszelkich sportów wodnych. To tutaj trenował izraelski medalista olimpijski z 2004 w windsurfingu, Gal Fridman.

## Turystyka
Największą tutejszą atrakcją turystyczną są długie 4 km plaże ciągnące się wzdłuż Zatoki Hajfy. Rozciąga się stąd wspaniały widok na górującą nad miastem Hajfą górę Karmel. Wybudowano tutaj nadmorską promenadę z licznymi restauracjami i kawiarniami.

## Miasta partnerskie
- Créteil, Francja
- Kisłowodzk, Rosja
- Makó, Węgry